# Vrbno nad Lesy
Vrbno nad Lesy (en allemand : Weiden überm Walde) est une commune du district de Louny, dans la région d'Ústí nad Labem, en Tchéquie. Sa population s'élevait à 193 habitants en 2021.

## Géographie
Vrbno nad Lesy se trouve à 9 km au sud-est de Louny, à 40 km au sud-sud-ouest d'Ústí nad Labem et à 47 km au nord-ouest de Prague.
La commune est limitée par Veltěže et Slavětín au nord, par Peruc à l'est, par Úherce et Panenský Týnec au sud, et par Toužetín à l'ouest.

## Histoire
La première mention du village date de 1143.

## Transports
Par la route, Vrbno nad Lesy se trouve à 11 km de Louny, à 55 km d'Ústí nad Labem et à 53 km de Prague.